# Euphorbia gaditana
Euphorbia gaditana là một loài thực vật có hoa trong họ Đại kích. Loài này được Coss. mô tả khoa học đầu tiên năm 1849.